# Torneo Clausura 2013 Liga de Ascenso
El Torneo Clausura 2013 del Ascenso MX fue el 36° torneo de la Liga de Ascenso de México. Contó con la participación de 15 equipos, al término del torneo Pumas Morelos descendió a la Segunda División, y en cada jornada del torneo uno de los clubes participantes descansó. El campeón de este torneo, Neza, se enfrentó al campeón de Torneo Apertura 2012, La Piedad, en la final por el ascenso.

## Sistema de competición
El sistema de calificación de este torneo es el mismo del Torneo Apertura 2012 Este se desarrolla en dos fases:
- Fase de calificación: que se integra por las 15 jornadas del torneo.
- Fase final: que se integra por los partidos de ida y vuelta en rondas de cuartos de final, de semifinal y final.

### Fase de calificación
En la fase de calificación participan los 15 clubes de la Liga de Ascenso de México jugando todos contra todos durante las 15 jornadas respectivas, a un solo partido. Se obtienen 3 puntos por juego ganado, y 1 por juego empatado.
El orden de los clubes al final de la fase de calificación del torneo corresponde a la suma de los puntos obtenidos por cada uno de ellos y se presenta en forma descendente. Si al finalizar las 15 jornadas del torneo, dos o más clubes empatan en puntos, su posición en la tabla general sería determinada atendiendo a los siguientes criterios de desempate:
1. Mejor diferencia entre los goles anotados y recibidos.
2. Mayor número de goles anotados.
3. Marcadores particulares entre los clubes empatados.
4. Mayor número de goles anotados como visitante.
5. Sorteo.

### Fase final
Los siete primeros equipos de la tabla general son los calificados para la fase final del torneo. Los partidos correspondientes a la fase final se desarrollan a visita recíproca y los equipos mejor ubicados recibieron el partido de vuelta, en las siguientes etapas:
- Cuartos de final
- Semifinales
- Final

En esta fase, en caso de empate en el marcador global (resultado de los partidos de ida y de vuelta) el equipo mejor ubicado en la tabla general de la fase de calificación sería el que avanzara a la siguiente fase. En la final, en caso de empate en el marcador global, se añadirían dos periodos de 15 minutos y, en caso de mantenerse la igualdad, se procedería a los tiros penales.

## Equipos por estado
Para este torneo hubo participación de 15 equipos.
| Dorados Altamira Neza Correcaminos Celaya La Piedad Necaxa Veracruz Mérida Cruz Azul Hidalgo Leones Negros Estudiantes Lobos BUAP Irapuato | \| Entidad federativa \| N.º \| Equipos \| \| ------------------ \| --- \| --------------------------------------------- \| \| Jalisco \| 2 \| Leones Negros de la U.D.G. y Tecos de la UAG \| \| Guanajuato \| 2 \| Irapuato y Club Celaya \| \| Michoacán \| 1 \| Reboceros de La Piedad \| \| Puebla \| 1 \| Lobos de la BUAP \| \| Tamaulipas \| 2 \| Correcaminos de la UAT y Altamira Fútbol Club \| \| Hidalgo \| 1 \| Cruz Azul Hidalgo \| \| Estado de México \| 1 \| Neza FC \| \| Yucatán \| 1 \| Mérida FC \| \| Sinaloa \| 1 \| Dorados de Sinaloa \| \| Aguascalientes \| 1 \| Club Necaxa \| \| Veracruz \| 1 \| Tiburones Rojos de Ver. \| |                                               |
| Entidad federativa | N.º | Equipos                                       |
| Jalisco | 2 | Leones Negros de la U.D.G. y Tecos de la UAG  |
| Guanajuato | 2 | Irapuato y Club Celaya                        |
| Michoacán | 1 | Reboceros de La Piedad                        |
| Puebla | 1 | Lobos de la BUAP                              |
| Tamaulipas | 2 | Correcaminos de la UAT y Altamira Fútbol Club |
| Hidalgo | 1 | Cruz Azul Hidalgo                             |
| Estado de México | 1 | Neza FC                                       |
| Yucatán | 1 | Mérida FC                                     |
| Sinaloa | 1 | Dorados de Sinaloa                            |
| Aguascalientes | 1 | Club Necaxa                                   |
| Veracruz | 1 | Tiburones Rojos de Ver.                       |

## Equipos participantes
| Club                                           | Sede                                  | Entrenador        | Estadio                 | Capacidad | Marca                      |
| ---------------------------------------------- | ------------------------------------- | ----------------- | ----------------------- | --------- | -------------------------- |
| Altamira FC                                    | Altamira, Tamaulipas                  | Carlos Jurado     | Altamira                | 13 500    | Odra                       |
| Celaya FC                                      | Celaya, Guanajuato                    | Marco de Almeida  | Miguel Alemán Valdés    | 32 300    | Keuka                      |
| Correcaminos UAT                               | Ciudad Victoria, Tamaulipas           | Joaquín del Olmo  | Marte R. Gómez          | 18 000    | Atlética                   |
| Cruz Azul Hidalgo                              | Ciudad Cooperativa Cruz Azul, Hidalgo | Juan Reynoso      | 10 de diciembre         | 17 000    | Umbro                      |
| Dorados de Sinaloa                             | Culiacán, Sinaloa                     | Francisco Ramírez | Banorte                 | 23 000    | Lotto                      |
| Estudiantes                                    | Guadalajara, Jalisco                  | Manuel Vidrio     | Tres de Marzo           | 25 000    | Pirma                      |
| Irapuato                                       | Irapuato, Guanajuato                  | César Márquez     | Sergio León Chávez      | 35 000    | Concord                    |
| La Piedad                                      | La Piedad, Michoacán                  | Cristóbal Ortega  | Juan Nepomuceno López   | 20 000    | Odra                       |
| Leones Negros                                  | Guadalajara, Jalisco                  | Alfonso Sosa      | Jalisco                 | 60 000    | Equipamiento Leones Negros |
| Lobos BUAP                                     | Puebla, Puebla                        | Ignacio Rodríguez | Olímpico de la BUAP     | 21 750    | Kappa                      |
| Mérida FC                                      | Mérida, Yucatán                       | Ricardo Valiño    | Carlos Iturralde Rivero | 18 000    | Lotto                      |
| Necaxa                                         | Aguascalientes, Aguascalientes        | Jaime Ordiales    | Victoria                | 25 494    | Pirma                      |
| Neza                                           | Nezahualcóyotl, Estado de México      | Roberto Hernández | Neza 86                 | 21 000    | Atlética                   |
| Pumas Morelos                                  | Cuernavaca, Morelos                   | David Patiño      | Centenario              | 14 800    | Puma                       |
| Veracruz                                       | Veracruz, Veracruz                    | Miguel Fuentes    | Luis "Pirata" Fuente    | 30 000    | Kappa                      |
| Datos actualizados al 20 de diciembre de 2012. |                                       |                   |                         |           |                            |

### Cambios de entrenadores
| Equipo       | Entrenador (jornadas)                              |
| ------------ | -------------------------------------------------- |
| Altamira F.C | Sergio Egea (1-10) Carlos Jurado (11-15)           |
| Neza FC      | Carlos Bustos (1-6) Roberto Hernández Ayala (7-15) |
| Irapuato FC  | Héctor Medrano (1-10) Cesar Márquez (11-15)        |

## Torneo Regular
| Local                        | Resultado | Visitante        | Estadio                    | Fecha            | Canal TV     |
| Lobos BUAP                   | 1:0 (1:0) | Necaxa           | Universitario BUAP         | 4 de enero 16:00 | TVC Deportes |
| Irapuato                     | 1:0 (1:0) | Estudiantes      | Estadio Sergio León Chávez | 4 de enero 20:30 | TVC Deportes |
| Altamira                     | 1:3 (0:3) | Neza             | Estadio Altamira           | 5 de enero 18:00 | SKY          |
| Veracruz                     | 2:0 (2:0) | Dorados          | Luis "Pirata" Fuente       | 5 de enero 18:00 | SKY          |
| Cruz Azul Hidalgo            | 0:1 (0:0) | Correcaminos UAT | 10 de diciembre            | 6 de enero 12:00 | TVC Deportes |
| Leones Negros                | 3:0 (1:0) | Pumas Morelos    | Estadio Jalisco            | 6 de enero 12:00 | TVC Deportes |
| La Piedad                    | 3:1 (1:0) | Celaya           | Juan Nepomuceno López      | 6 de enero 12:30 | TVC Deportes |
| Descansa el equipo de Mérida | '         |                  |                            |                  |              |

| Local                      | Resultado | Visitante         | Estadio                | Fecha             | Canal TV     |
| Necaxa                     | 3:3 (1:1) | Altamira          | Victoria               | 11 de enero 20:00 | SKY          |
| Estudiantes                | 2:1 (0:1) | La Piedad         | Tres de Marzo          | 11 de enero 20:00 | TVC Deportes |
| Correcaminos UAT           | 1:0 (0:0) | Lobos BUAP        | Estadio Marte R. Gómez | 11 de enero 20:30 | TVC Deportes |
| Pumas Morelos              | 3:0 (1:0) | Irapuato          | Centenario             | 12 de enero 16:00 | TVC Deportes |
| Celaya                     | 2:2 (1:0) | Veracruz          | Miguel Alemán          | 12 de enero 18:00 | TVC Deportes |
| Mérida                     | 0:1 (0:0) | Leones Negros     | Carlos Iturralde       | 12 de enero 19:00 | SKY          |
| Dorados                    | 1:0 (0:0) | Cruz Azul Hidalgo | Estadio Banorte        | 12 de enero 20:00 | TVC Deportes |
| Descansa el equipo de Neza | '         |                   |                        |                   |              |

| Local                        | Resultado | Visitante        | Estadio              | Fecha             | Canal TV     |
| Lobos BUAP                   | 3:0 (3:0) | Dorados          | Universitario BUAP   | 18 de enero 16:00 | TVC Deportes |
| Leones Negros                | 1:0 (1:0) | Neza             | Estadio Jalisco      | 18 de enero 20:30 | TVC Deportes |
| Pumas Morelos                | 1:1 (0:0) | Estudiantes      | Centenario           | 19 de enero 16:00 | TVC Deportes |
| Altamira                     | 0:1 (0:0) | Correcaminos UAT | Estadio Altamira     | 19 de enero 18:00 | SKY          |
| Veracruz                     | 1:0 (1:0) | La Piedad        | Luis "Pirata" Fuente | 19 de enero 18:00 | SKY          |
| Irapuato                     | 0:1 (0:0) | Mérida           | Sergio León Chávez   | 19 de enero 19:00 | TVC Deportes |
| Cruz Azul Hidalgo            | 3:4 (0:1) | Celaya           | 10 de diciembre      | 20 de enero 12:00 | TVC Deportes |
| Descansa el equipo de Necaxa | '         |                  |                      |                   |              |

| Local                                  | Resultado | Visitante         | Estadio                       | Fecha             | Canal TV     |
| Necaxa                                 | 1:2 (1:1) | Leones Negros     | Victoria                      | 25 de enero 20:00 | SKY          |
| Estudiantes                            | 0:1 (0:0) | Veracruz          | Tres de Marzo                 | 25 de enero 20:00 | TVC Deportes |
| Celaya                                 | 1:0 (1:0) | Lobos BUAP        | Miguel Alemán                 | 26 de enero 18:00 | TVC Deportes |
| Mérida                                 | 1:1 (0:1) | Pumas Morelos     | Carlos Iturralde              | 26 de enero 19:00 | SKY          |
| Dorados                                | 2:3 (1:1) | Altamira          | Estadio Banorte               | 26 de enero 20:00 | TVC Deportes |
| Neza                                   | 1:0 (1:0) | Irapuato          | Tecnológico de Nezahualcóyotl | 27 de enero 12:00 | TVC Deportes |
| La Piedad                              | 0:1 (0:0) | Cruz Azul Hidalgo | Estadios Juan López           | 27 de enero 12:30 | TVC Deportes |
| Descansa el equipo de Correcaminos UAT | '         |                   |                               |                   |              |

| Local                         | Resultado | Visitante        | Estadio                    | Fecha              | Canal TV     |
| Lobos BUAP                    | 2:1 (0:0) | La Piedad        | Universitario BUAP         | 1 de febrero 16:00 | TVC Deportes |
| Irapuato                      | 1:1 (1:0) | Necaxa           | Estadio Sergio León Chávez | 1 de febrero 20:30 | TVC Deportes |
| Leones Negros                 | 1:0 (1:0) | Correcaminos UAT | Estadio Jalisco            | 1 de febrero 20:30 | TVC Deportes |
| Pumas Morelos                 | 3:1 (1:0) | Neza             | Centenario                 | 2 de febrero 16:00 | TVC Deportes |
| Altamira                      | 1:1 (1:1) | Celaya           | Estadio Altamira           | 2 de febrero 18:00 | SKY          |
| Mérida                        | 1:1 (1:0) | Estudiantes      | Carlos Iturralde           | 2 de febrero 19:00 | SKY          |
| Cruz Azul Hidalgo             | 0:0 (0:0) | Veracruz         | 10 de diciembre            | 3 de febrero 12:00 | TVC Deportes |
| Descansa el equipo de Dorados | '         |                  |                            |                    |              |

| Local                        | Resultado | Visitante         | Estadio                       | Fecha               | Canal TV     |
| Necaxa                       | 1:0 (0:0) | Pumas Morelos     | Victoria                      | 8 de febrero 20:00  | SKY          |
| Estudiantes                  | 1:0 (1:0) | Cruz Azul Hidalgo | Tres de Marzo                 | 8 de febrero 20:00  | TVC Deportes |
| Correcaminos UAT             | 3:1 (2:0) | Irapuato          | Estadio Marte R. Gómez        | 8 de febrero 20:30  | TVC Deportes |
| Veracruz                     | 2:2 (1:1) | Lobos BUAP        | Luis "Pirata" Fuente          | 9 de febrero 18:00  | SKY          |
| Dorados                      | 0:0 (0:0) | Leones Negros     | Estadio Banorte               | 9 de febrero 20:00  | TVC Deportes |
| Neza                         | 1:1 (0:0) | Mérida            | Tecnológico de Nezahualcóyotl | 10 de febrero 12:00 | TVC Deportes |
| La Piedad                    | 0:0 (0:0) | Altamira          | Estadios Juan López           | 10 de febrero 12:30 | TVC Deportes |
| Descansa el equipo de Celaya | '         |                   |                               |                     |              |

| Local                                        | Resultado | Visitante         | Estadio                       | Fecha               | Canal TV     |
| Lobos BUAP                                   | 1:0       | Cruz Azul Hidalgo | Universitario BUAP            | 15 de febrero 16:00 | TVC Deportes |
| Irapuato                                     | 0:0       | Dorados           | Estadio Sergio León Chávez    | 15 de febrero 20:30 | TVC Deportes |
| Pumas Morelos                                | 0:3       | Correcaminos UAT  | Centenario                    | 16 de febrero 16:00 | TVC Deportes |
| Altamira                                     | 3:0       | Veracruz          | Estadio Altamira              | 16 de febrero 18:00 | SKY          |
| Mérida                                       | 1:0       | Necaxa            | Carlos Iturralde              | 16 de febrero 19:00 | SKY          |
| Leones Negros                                | 1:0 (0:0) | Celaya            | Estadio Jalisco               | 15 de febrero 20:30 | TVC Deportes |
| Neza                                         | 1:0       | Estudiantes       | Tecnológico de Nezahualcóyotl | 17 de febrero 12:00 | TVC Deportes |
| Descansa el equipo de Reboceros de La Piedad | '         |                   |                               |                     |              |

| Local                          | Resultado | Visitante     | Estadio                | Fecha               | Canal TV     |
| Necaxa                         | 2:0       | Neza          | Victoria               | 22 de febrero 20:00 | SKY          |
| Estudiantes                    | 1:0       | Lobos BUAP    | Tres de Marzo          | 22 de febrero 20:00 | ESPN 2       |
| Correcaminos UAT               | 1:1       | Mérida        | Estadio Marte R. Gómez | 22 de febrero 20:30 | TVC Deportes |
| Dorados                        | 0:1       | Pumas Morelos | Estadio Banorte        | 23 de febrero 20:00 | TVC Deportes |
| Celaya                         | 0:0       | Irapuato      | Miguel Alemán          | 23 de febrero 20:50 | TVC Deportes |
| Cruz Azul Hidalgo              | 2:2       | Altamira      | 10 de diciembre        | 24 de febrero 12:00 | TVC Deportes |
| La Piedad                      | 1:2       | Leones Negros | Estadios Juan López    | 24 de febrero 12:30 | TVC Deportes |
| Descansa el equipo de Veracruz | '         |               |                        |                     |              |

| Local                                   | Resultado | Visitante        | Estadio                       | Fecha            | Canal TV     |
| Necaxa                                  | 0:0       | Estudiantes      | Victoria                      | 1 de marzo 20:00 | SKY          |
| Irapuato                                | 3:3       | La Piedad        | Estadio Sergio León Chávez    | 1 de marzo 20:30 | TVC Deportes |
| Pumas Morelos                           | 0:0       | Celaya           | Centenario                    | 2 de marzo 16:00 | TVC Deportes |
| Altamira                                | 0:2       | Lobos BUAP       | Estadio Altamira              | 2 de marzo 18:00 | SKY          |
| Mérida                                  | 1:1       | Dorados          | Carlos Iturralde              | 2 de marzo 19:00 | SKY          |
| Leones Negros                           | 0:2       | Veracruz         | Estadio Jalisco               | 3 de marzo 12:00 | TVC Deportes |
| Neza                                    | 0:1       | Correcaminos UAT | Tecnológico de Nezahualcóyotl | 3 de marzo 12:00 | TVC Deportes |
| Descansa el equipo de Cruz Azul Hidalgo | '         |                  |                               |                  |              |

| Local                            | Resultado | Visitante     | Estadio              | Fecha             | Canal TV     |
| Estudiantes                      | 2:0       | Altamira      | Tres de Marzo        | 8 de marzo 20:00  | ESPN 2       |
| Correcaminos UAT                 | 3:3       | Necaxa        | Victoria             | 8 de marzo 20:30  | TVC Deportes |
| Veracruz                         | 3:0       | Irapuato      | Luis "Pirata" Fuente | 9 de marzo 18:00  | SKY          |
| Dorados                          | 1:0       | Neza          | Estadio Banorte      | 9 de marzo 20:00  | TVC Deportes |
| Celaya                           | 1:1       | Mérida        | Miguel Alemán        | 9 de marzo 20:50  | TVC Deportes |
| Cruz Azul Hidalgo                | 0:1       | Leones Negros | 10 de diciembre      | 10 de marzo 12:00 | TVC Deportes |
| La Piedad                        | 0:0       | Pumas Morelos | Estadios Juan López  | 10 de marzo 12:30 | TVC Deportes |
| Descansa el equipo de Lobos BUAP | '         |               |                      |                   |              |

| Local                          | Resultado | Visitante         | Estadio                       | Fecha             | Canal TV     |
| Necaxa                         | 1:0       | Dorados           | Victoria                      | 15 de marzo 20:00 | SKY          |
| Correcaminos UAT               | 0:1       | Estudiantes       | Estadio Marte R. Gómez        | 15 de marzo 20:30 | TVC Deportes |
| Irapuato                       | 1:2       | Cruz Azul Hidalgo | Estadio Sergio León Chávez    | 15 de marzo 20:30 | TVC Deportes |
| Pumas Morelos                  | 0:3       | Veracruz          | Centenario                    | 16 de marzo 16:00 | TVC Deportes |
| Mérida                         | 0:1       | La Piedad         | Carlos Iturralde              | 16 de marzo 19:00 | SKY          |
| Leones Negros                  | 1:2       | Lobos BUAP        | Estadio Jalisco               | 17 de marzo 12:00 | TVC Deportes |
| Neza                           | 1:1       | Celaya            | Tecnológico de Nezahualcóyotl | 17 de marzo 12:00 | TVC Deportes |
| Descansa el equipo de Altamira | '         |                   |                               |                   |              |

| Local                                   | Resultado | Visitante        | Estadio              | Fecha             | Canal TV     |
| Lobos BUAP                              | 1:0       | Irapuato         | Universitario BUAP   | 29 de marzo 16:00 | TVC Deportes |
| Altamira                                | 1:1       | Leones Negros    | Estadio Altamira     | 30 de marzo 16:00 | SKY          |
| Veracruz                                | 5:3       | Mérida           | Luis "Pirata" Fuente | 30 de marzo 18:00 | SKY          |
| Dorados                                 | 1:0       | Correcaminos UAT | Estadio Banorte      | 30 de marzo 20:00 | TVC Deportes |
| Celaya                                  | 1:1       | Necaxa           | Miguel Alemán        | 30 de marzo 20:50 | TVC Deportes |
| Cruz Azul Hidalgo                       | 1:1       | Pumas Morelos    | 10 de diciembre      | 31 de marzo 12:00 | TVC Deportes |
| La Piedad                               | 1:0       | Neza             | Estadios Juan López  | 30 de marzo 16:00 | TVC Deportes |
| Descansa el equipo de Estudiantes Tecos | '         |                  |                      |                   |              |

| Local                               | Resultado | Visitante         | Estadio                       | Fecha            | Canal TV     |
| Necaxa                              | 2:1       | La Piedad         | Victoria                      | 5 de abril 20:00 | SKY          |
| Correcaminos UAT                    | 0:1       | Celaya            | Estadio Marte R. Gómez        | 5 de abril 20:30 | TVC Deportes |
| Irapuato                            | 0:2       | Altamira          | Estadio Sergio León Chávez    | 5 de abril 20:00 | TVC Deportes |
| Pumas Morelos                       | 2:0       | Lobos BUAP        | Centenario                    | 6 de abril 16:00 | TVC Deportes |
| Mérida                              | 1:2       | Cruz Azul Hidalgo | Carlos Iturralde              | 6 de abril 19:00 | SKY          |
| Dorados                             | 2:1       | Estudiantes       | Estadio Banorte               | 6 de abril 20:00 | TVC Deportes |
| Neza                                | 5:1       | Veracruz          | Tecnológico de Nezahualcóyotl | 7 de abril 12:00 | TVC Deportes |
| Descansa el equipo de Leones Negros | '         |                   |                               |                  |              |

| Local                          | Resultado | Visitante        | Estadio              | Fecha             | Canal TV     |
| Lobos BUAP                     | 2:0       | Mérida           | Universitario BUAP   | 12 de abril 16:00 | TVC Deportes |
| Altamira                       | 1:0       | Pumas Morelos    | Estadio Altamira     | 13 de abril 16:00 | SKY          |
| Veracruz                       | 1:1       | Necaxa           | Luis "Pirata" Fuente | 13 de abril 18:00 | SKY          |
| Celaya                         | 2:2       | Dorados          | Miguel Alemán        | 13 de abril 20:50 | TVC Deportes |
| Leones Negros                  | 0:0       | Estudiantes      | Estadio Jalisco      | 14 de abril 12:00 | TVC Deportes |
| Cruz Azul Hidalgo              | 1:5       | Neza             | 10 de diciembre      | 14 de abril 12:00 | TVC Deportes |
| La Piedad                      | 1:2       | Correcaminos UAT | Estadios Juan López  | 14 de abril 12:30 | TVC Deportes |
| Descansa el equipo de Irapuato | '         |                  |                      |                   |              |

| Local                               | Resultado | Visitante         | Estadio                       | Fecha             | Canal TV     |
| Necaxa                              | 7:1       | Cruz Azul Hidalgo | Victoria                      | 19 de abril 20:00 | SKY          |
| Estudiantes                         | 1:2       | Celaya            | Tres de Marzo                 | 19 de abril 20:00 | ESPN 2       |
| Correcaminos UAT                    | 1:0       | Veracruz          | Estadio Marte R. Gómez        | 19 de abril 20:30 | TVC Deportes |
| Irapuato                            | 0:1       | Leones Negros     | Estadio Sergio León Chávez    | 19 de abril 20:30 | TVC Deportes |
| Mérida                              | 1:1       | Altamira          | Carlos Iturralde              | 20 de abril 19:00 | SKY          |
| Dorados                             | 1:0       | La Piedad         | Estadio Banorte               | 20 de abril 20:00 | TVC Deportes |
| Neza                                | 1:0       | Lobos BUAP        | Tecnológico de Nezahualcóyotl | 21 de abril 12:00 | TVC Deportes |
| Descansa el equipo de Pumas Morelos | '         |                   |                               |                   |              |

## Tabla general
| Pos. | Equipo            | Pts. | PJ | G | E | P | GF | GC | Dif. | Clasificación                   |
| ---- | ----------------- | ---- | -- | - | - | - | -- | -- | ---- | ------------------------------- |
| 1    | Leones Negros     | 30   | 14 | 9 | 3 | 2 | 15 | 7  | +8   | Semifinales de la liguilla      |
| 2    | Correcaminos UAT  | 26   | 14 | 8 | 2 | 4 | 17 | 10 | +7   | Cuartos de final de la liguilla |
| 3    | Lobos BUAP        | 25   | 14 | 8 | 1 | 5 | 16 | 10 | +6   | Cuartos de final de la liguilla |
| 4    | Veracruz          | 25   | 14 | 7 | 4 | 3 | 23 | 18 | +5   | Cuartos de final de la liguilla |
| 5    | Necaxa            | 21   | 14 | 5 | 6 | 3 | 23 | 15 | +8   | Cuartos de final de la liguilla |
| 6    | Neza (C)          | 20   | 14 | 6 | 2 | 6 | 19 | 14 | +5   | Cuartos de final de la liguilla |
| 7    | Celaya            | 20   | 14 | 4 | 8 | 2 | 17 | 16 | +1   | Cuartos de final de la liguilla |
| 8    | Estudiantes       | 19   | 14 | 5 | 4 | 5 | 11 | 10 | +1   |                                 |
| 9    | Dorados           | 19   | 14 | 5 | 4 | 5 | 11 | 14 | −3   |                                 |
| 10   | Altamira          | 18   | 14 | 4 | 6 | 4 | 18 | 18 | 0    |                                 |
| 11   | Pumas Morelos (D) | 17   | 14 | 4 | 5 | 5 | 13 | 15 | −2   | Descenso de categoría           |
| 12   | Mérida            | 13   | 14 | 2 | 7 | 5 | 13 | 18 | −5   |                                 |
| 13   | La Piedad         | 12   | 14 | 3 | 3 | 8 | 13 | 17 | −4   |                                 |
| 14   | Cruz Azul Hidalgo | 12   | 14 | 3 | 3 | 8 | 13 | 26 | −13  |                                 |
| 15   | Irapuato          | 7    | 14 | 1 | 4 | 9 | 7  | 21 | −14  |                                 |

 Fuente: [cita requerida]

## Evolución de la Tabla general
| Equipo / Jornada  | 01 | 02 | 03 | 04 | 05 | 06 | 07 | 08 | 09 | 10 | 11 | 12 | 13 | 14 | 15 |
| ----------------- | -- | -- | -- | -- | -- | -- | -- | -- | -- | -- | -- | -- | -- | -- | -- |
| Leones Negros     | 1  | 1  | 1  | 1  | 1  | 1  | 1  | 1  | 1  | 1  | 1  | 1  | 1  | 1  | 1  |
| Veracruz          | 4  | 3  | 3  | 2  | 2  | 2  | 4  | 4  | 4  | 3  | 2  | 2  | 2  | 2  | 4  |
| Lobos BUAP        | 7  | 8  | 4  | 6  | 3  | 4  | 3  | 3  | 3  | 4  | 4  | 3  | 3  | 3  | 3  |
| Correcaminos UAT  | 5  | 2  | 2  | 3  | 4  | 3  | 2  | 2  | 2  | 2  | 3  | 4  | 4  | 4  | 2  |
| Estudiantes       | 10 | 7  | 6  | 9  | 8  | 7  | 9  | 5  | 5  | 5  | 5  | 5  | 5  |    | 8  |
| Necaxa            | 11 | 11 | 13 | 15 | 15 | 11 | 11 | 11 | 11 | 9  | 6  | 6  |    |    | 5  |
| Pumas Morelos     | 15 | 6  | 5  | 7  | 5  | 5  | 10 | 6  | 6  | 6  | 8  | 7  |    |    | 11 |
| Celaya            | 13 | 13 | 7  | 4  | 6  | 6  | 8  | 10 | 9  | 8  | 9  | 8  |    |    | 7  |
| Mérida            | 8  | 14 | 10 | 8  | 7  | 9  | 7  | 8  | 7  | 7  | 7  | 9  |    |    | 12 |
| Dorados           | 14 | 9  | 12 | 14 | 14 | 14 | 12 | 14 | 13 | 12 | 13 | 10 |    |    | 9  |
| La Piedad         | 2  | 5  | 9  | 11 | 11 | 12 | 14 | 15 | 14 | 14 | 12 | 11 |    |    | 13 |
| Altamira          | 12 | 12 | 14 | 10 | 10 | 10 | 6  | 7  | 8  | 10 | 11 | 12 |    |    | 10 |
| Neza              | 3  | 4  | 8  | 5  | 9  | 8  | 5  | 9  | 10 | 11 | 10 | 13 |    |    | 6  |
| Cruz Azul Hidalgo | 9  | 15 | 15 | 12 | 12 | 13 | 15 | 13 | 15 | 15 | 14 | 14 |    |    | 14 |
| Irapuato          | 6  | 10 | 11 | 13 | 13 | 15 | 13 | 12 | 12 | 13 | 15 | 15 | 15 | 15 | 15 |

## Tabla de Descenso
| Pos. | Equipo            | A-2010       | C-2011       | A-2011  | C-2012  | A-2012 | C-2013 | Puntos | PJ | Dif. | Cociente |                       |
| ---- | ----------------- | ------------ | ------------ | ------- | ------- | ------ | ------ | ------ | -- | ---- | -------- | --------------------- |
| 1.   | Necaxa            | Liga MX      | Liga MX      | 20      | 27      | 31     | 21     | 99     | 56 | +27  | 1.7679   |                       |
| 2.   | Estudiantes       | Liga MX      | Liga MX      | Liga MX | Liga MX | 23     | 19     | 42     | 28 | +5   | 1.5000   |                       |
| 3.   | Neza              | 9            | 29           | 23      | 24      | 24     | 20     | 129    | 88 | +13  | 1.4659   |                       |
| 4.   | Lobos BUAP        | 27           | 15           | 18      | 20      | 23     | 25     | 128    | 88 | +12  | 1.4545   |                       |
| 5.   | Correcaminos UAT  | 15           | 24           | 24      | 19      | 18     | 26     | 126    | 88 | +27  | 1.4318   |                       |
| 6.   | Irapuato          | 24           | 33           | 20      | 16      | 16     | 7      | 116    | 88 | −3   | 1.3182   |                       |
| 7.   | Dorados           | 22           | 24           | 14      | 14      | 22     | 19     | 115    | 88 | −22  | 1.3068   |                       |
| 8.   | Veracruz          | -            | -            | 22      | 12      | 14     | 25     | 73     | 56 | −8   | 1.3036   |                       |
| 9.   | La Piedad         | 18           | 15           | 28      | 19      | 22     | 12     | 114    | 88 | 0    | 1.2955   |                       |
| 10.  | Celaya            | Liga Premier | Liga Premier | 15      | 19      | 16     | 20     | 70     | 56 | −9   | 1.2500   |                       |
| 11.  | Altamira          | 23           | 21           | 19      | 13      | 14     | 18     | 108    | 88 | −24  | 1.2273   |                       |
| 12.  | Leones Negros     | 18           | 14           | 12      | 20      | 12     | 30     | 106    | 88 | −16  | 1.2045   |                       |
| 13.  | Mérida            | 12           | 16           | 12      | 28      | 23     | 13     | 104    | 88 | −17  | 1.1818   |                       |
| 14.  | Cruz Azul Hidalgo | 22           | 24           | 12      | 10      | 17     | 12     | 97     | 88 | −26  | 1.1023   |                       |
| 15.  | Pumas Morelos     | 19           | 19           | 20      | 13      | 8      | 17     | 96     | 88 | −34  | 1.0909   | Descenso de categoría |

## Clasificación Juego Limpio
Tabla de Clasificación de Juego Limpio
| Lugar                                | Club                                 | Tarjeta amarilla                     | Segunda tarjeta amarilla y expulsión · Segunda tarjeta amarilla y expulsión | Tarjeta roja directa | Puntos   |
| ------------------------------------ | ------------------------------------ | ------------------------------------ | --------------------------------------------------------------------------- | -------------------- | -------- |
| 1                                    | Necaxa                               | 5                                    | 0                                                                           | 0                    | 5        |
| 2                                    | Celaya                               | 6                                    | 0                                                                           | 0                    | 6        |
| 3                                    | Mérida                               | 0                                    | 1                                                                           | 1                    | 6        |
| 4                                    | Neza                                 | 7                                    | 0                                                                           | 0                    | 7        |
| 5                                    | Leones Negros                        | 8                                    | 0                                                                           | 0                    | 8        |
| 6                                    | Correcaminos UAT                     | 8                                    | 0                                                                           | 0                    | 8        |
| 7                                    | Altamira                             | 5                                    | 0                                                                           | 1                    | 8        |
| 8                                    | La Piedad                            | 10                                   | 0                                                                           | 0                    | 10       |
| 9                                    | Veracruz                             | 7                                    | 0                                                                           | 1                    | 10       |
| 10                                   | Pumas Morelos                        | 11                                   | 0                                                                           | 0                    | 11       |
| 11                                   | Estudiantes                          | 9                                    | 1                                                                           | 0                    | 12       |
| 12                                   | Cruz Azul Hidalgo                    | 12                                   | 0                                                                           | 0                    | 12       |
| 13                                   | Irapuato                             | 4                                    | 2                                                                           | 1                    | 13       |
| 14                                   | Lobos BUAP                           | 14                                   | 0                                                                           | 0                    | 14       |
| 15                                   | Dorados                              | 9                                    | 1                                                                           | 1                    | 15       |
| Primera Tarjeta Amarilla             | Primera Tarjeta Amarilla             | Primera Tarjeta Amarilla             | 1 punto                                                                     | 1 punto              | 1 punto  |
| Segunda Tarjeta Amarilla y Expulsión | Segunda Tarjeta Amarilla y Expulsión | Segunda Tarjeta Amarilla y Expulsión | 3 puntos                                                                    | 3 puntos             | 3 puntos |
| Tarjeta Roja Directa                 | Tarjeta Roja Directa                 | Tarjeta Roja Directa                 | 3 puntos                                                                    | 3 puntos             | 3 puntos |

### Máximos goleadores
Lista con los máximos goleadores del Ascenso MX, de acuerdo con los datos oficiales de la Página oficial de la Liga MX.
| Pos. | Jugador              | Equipo                  | Goles |
| ---- | -------------------- | ----------------------- | ----- |
| 1.°  | Víctor Hugo Lojero   | Necaxa                  | 12    |
| 2.°  | Pablo Gabriel Torres | Veracruz                | 11    |
| 3.°  | Eial Strahman        | Leones Negros de la UDG | 9     |
| 4.°  | Danny Santoya        | Necaxa                  | 7     |
| 5.º  | Oscar Fernández      | Altamira                | 5     |
| 5.º  | Jorge Ocampo         | Celaya                  | 5     |
| 7.º  | Alejandro Castillo   | Veracruz                | 4     |
| 7.º  | Orlindo Ayovi        | Irapuato                | 4     |
| 7.º  | Sonny Guadarrama     | Mérida FC               | 4     |
| 7.º  | Hebert Alférez       | Lobos BUAP              | 4     |

## Tabla de asistencias
A continuación los 6 jugadores con más asistencias en la fase regular del torneo:
| Jugador                | Club              | Asist. | JJ |
| ---------------------- | ----------------- | ------ | -- |
| Juan de Dios Hernández | Dorados           | 2      | 3  |
| Rodrigo Ruiz           | Estudiantes       | 2      | 4  |
| Edgar González         | Leones Negros     | 2      | 4  |
| Orlando Pineda         | Veracruz          | 1      | 1  |
| Sean Fraser            | Pumas Morelos     | 1      | 2  |
| Pablo Hütt             | Cruz Azul Hidalgo | 1      | 2  |

## Liguilla
Los siete clubes mejor ubicados en la tabla general al término de la jornada 15 elegirán el día y la hora en que se llevarán a cabo sus partidos de cuartos de final de acuerdo al reglamento de la Federación Mexicana de Fútbol, los partidos de ida serían en miércoles y en jueves, y los juegos de vuelta en sábado y domingo. La reunión para determinar los horarios de los encuentros se llevará a cabo el 11 de noviembre del 2012. Cabe señalarse que el club con la de mayor cantidad de puntos al final de la fase regular del torneo, pasará directamente a las semifinales.
|  | Cuartos de final                                                 | Cuartos de final                                                 | Cuartos de final                                                 | Cuartos de final                                                 | Cuartos de final                                                 |   |   | Semifinales                                                | Semifinales                                                | Semifinales                                                | Semifinales                                                | Semifinales                                                |  |   | Final                                               | Final                                               | Final                                               | Final                                               | Final                                               |  |
|  | 24 y 25 de abril de 2013 (ida) 27 y 28 de abril de 2013 (vuelta) | 24 y 25 de abril de 2013 (ida) 27 y 28 de abril de 2013 (vuelta) | 24 y 25 de abril de 2013 (ida) 27 y 28 de abril de 2013 (vuelta) | 24 y 25 de abril de 2013 (ida) 27 y 28 de abril de 2013 (vuelta) | 24 y 25 de abril de 2013 (ida) 27 y 28 de abril de 2013 (vuelta) |   |   | 1 y 2 de mayo de 2013 (ida) 4 y 5 de mayo de 2013 (vuelta) | 1 y 2 de mayo de 2013 (ida) 4 y 5 de mayo de 2013 (vuelta) | 1 y 2 de mayo de 2013 (ida) 4 y 5 de mayo de 2013 (vuelta) | 1 y 2 de mayo de 2013 (ida) 4 y 5 de mayo de 2013 (vuelta) | 1 y 2 de mayo de 2013 (ida) 4 y 5 de mayo de 2013 (vuelta) |  |   | 8 de mayo de 2013 (ida) 11 de mayo de 2013 (vuelta) | 8 de mayo de 2013 (ida) 11 de mayo de 2013 (vuelta) | 8 de mayo de 2013 (ida) 11 de mayo de 2013 (vuelta) | 8 de mayo de 2013 (ida) 11 de mayo de 2013 (vuelta) | 8 de mayo de 2013 (ida) 11 de mayo de 2013 (vuelta) |  |
|  |                                                                  |                                                                  |                                                                  |                                                                  |                                                                  |   |   |                                                            |                                                            |                                                            |                                                            |                                                            |  |   |                                                     |                                                     |                                                     |                                                     |                                                     |  |
|  |                                                                  |                                                                  |                                                                  |                                                                  |                                                                  |   |   |                                                            |                                                            |                                                            |                                                            |                                                            |  |   |                                                     |                                                     |                                                     |                                                     |                                                     |  |
|  | 2                                                                | Correcaminos UAT                                                 | 1                                                                | 3                                                                | 4                                                                |   |   |                                                            |                                                            |                                                            |                                                            |                                                            |  |   |                                                     |                                                     |                                                     |                                                     |                                                     |  |
|  | 2                                                                | Correcaminos UAT                                                 | 1                                                                | 3                                                                | 4                                                                |   |   |                                                            |                                                            |                                                            |                                                            |                                                            |  |   |                                                     |                                                     |                                                     |                                                     |                                                     |  |
|  | 7                                                                | Celaya                                                           | 1                                                                | 0                                                                | 1                                                                |   |   |                                                            |                                                            |                                                            |                                                            |                                                            |  |   |                                                     |                                                     |                                                     |                                                     |                                                     |  |
|  | 7                                                                | Celaya                                                           | 1                                                                | 0                                                                | 1                                                                |   | 2 | Correcaminos UAT                                           | 1                                                          | 3                                                          | 4                                                          |                                                            |  |   |                                                     |                                                     |                                                     |                                                     |                                                     |  |
|  |                                                                  |                                                                  |                                                                  |                                                                  |                                                                  |   | 2 | Correcaminos UAT                                           | 1                                                          | 3                                                          | 4                                                          |                                                            |  |   |                                                     |                                                     |                                                     |                                                     |                                                     |  |
|  |                                                                  |                                                                  | 5                                                                | Necaxa                                                           | 3                                                                | 3 | 6 |                                                            |                                                            |                                                            |                                                            |                                                            |  |   |                                                     |                                                     |                                                     |                                                     |                                                     |  |
|  | 4                                                                | Veracruz                                                         | 5                                                                | Necaxa                                                           | 3                                                                | 3 | 6 | 2                                                          | 1                                                          | 3                                                          |                                                            |                                                            |  |   |                                                     |                                                     |                                                     |                                                     |                                                     |  |
|  | 4                                                                | Veracruz                                                         |                                                                  |                                                                  |                                                                  |   |   |                                                            |                                                            | 3                                                          |                                                            |                                                            |  |   |                                                     |                                                     |                                                     |                                                     |                                                     |  |
|  | 5                                                                | Necaxa                                                           | 3                                                                | 3                                                                | 6                                                                |   |   |                                                            |                                                            |                                                            |                                                            |                                                            |  |   |                                                     |                                                     |                                                     |                                                     |                                                     |  |
|  | 5                                                                | Necaxa                                                           | 3                                                                | 3                                                                | 6                                                                |   |   |                                                            |                                                            |                                                            |                                                            |                                                            |  | 5 | Necaxa                                              | 0                                                   | 0                                                   | 0                                                   |                                                     |  |
|  |                                                                  |                                                                  |                                                                  |                                                                  |                                                                  |   |   |                                                            |                                                            |                                                            |                                                            |                                                            |  | 5 | Necaxa                                              | 0                                                   | 0                                                   | 0                                                   |                                                     |  |
|  |                                                                  |                                                                  | 6                                                                | Neza                                                             | 3                                                                | 1 | 4 |                                                            |                                                            |                                                            |                                                            |                                                            |  |   |                                                     |                                                     |                                                     |                                                     |                                                     |  |
|  |                                                                  |                                                                  | 6                                                                | Neza                                                             | 3                                                                | 1 | 4 |                                                            |                                                            |                                                            |                                                            |                                                            |  |   |                                                     |                                                     |                                                     |                                                     |                                                     |  |
|  |                                                                  |                                                                  |                                                                  |                                                                  |                                                                  |   |   |                                                            |                                                            |                                                            |                                                            |                                                            |  |   |                                                     |                                                     |                                                     |                                                     |                                                     |  |
|  |                                                                  |                                                                  |                                                                  |                                                                  |                                                                  |   |   |                                                            |                                                            |                                                            |                                                            |                                                            |  |   |                                                     |                                                     |                                                     |                                                     |                                                     |  |
|  |                                                                  | 1                                                                | Leones Negros                                                    | 1                                                                | 0                                                                | 1 |   |                                                            |                                                            |                                                            |                                                            |                                                            |  |   |                                                     |                                                     |                                                     |                                                     |                                                     |  |
|  |                                                                  |                                                                  |                                                                  |                                                                  |                                                                  | 1 |   |                                                            |                                                            |                                                            |                                                            |                                                            |  |   |                                                     |                                                     |                                                     |                                                     |                                                     |  |
|  |                                                                  |                                                                  | 6                                                                | Neza                                                             | 2                                                                | 2 | 4 |                                                            |                                                            |                                                            |                                                            |                                                            |  |   |                                                     |                                                     |                                                     |                                                     |                                                     |  |
|  | 3                                                                | Lobos BUAP                                                       | 6                                                                | Neza                                                             | 2                                                                | 2 | 4 | 1                                                          | 0                                                          | 1                                                          |                                                            |                                                            |  |   |                                                     |                                                     |                                                     |                                                     |                                                     |  |
|  | 3                                                                | Lobos BUAP                                                       |                                                                  |                                                                  |                                                                  |   |   |                                                            |                                                            | 1                                                          |                                                            |                                                            |  |   |                                                     |                                                     |                                                     |                                                     |                                                     |  |
|  | 6                                                                | Neza                                                             | 2                                                                | 1                                                                | 3                                                                |   |   |                                                            |                                                            |                                                            |                                                            |                                                            |  |   |                                                     |                                                     |                                                     |                                                     |                                                     |  |
|  | 6                                                                | Neza                                                             | 2                                                                | 1                                                                | 3                                                                |   |   |                                                            |                                                            |                                                            |                                                            |                                                            |  |   |                                                     |                                                     |                                                     |                                                     |                                                     |  |
|  |                                                                  |                                                                  |                                                                  |                                                                  |                                                                  |   |   |                                                            |                                                            |                                                            |                                                            |                                                            |  |   |                                                     |                                                     |                                                     |                                                     |                                                     |  |

- Neza, campeón de este torneo, se enfrentó a La Piedad, campeón del Apertura 2012, para ascender a la Primera División.

### Cuartos de final

#### Club Celaya - Correcaminos
| 24 de abril, 19:00 | Celaya           | 1:1     | Correcaminos UAT      | Miguel Alemán Valdés, Celaya                                   |                                                                |
|                    | Jorge Ocampo 35' | Reporte | Eduardo Dos Santos 7' | Asistencia: 13,400 espectadores Árbitro(s): Quetzalli Alvarado | Asistencia: 13,400 espectadores Árbitro(s): Quetzalli Alvarado |

| 27 de abril, 21:00 | Correcaminos UAT            | 3:0     | Celaya | Marte R. Gómez, Ciudad Victoria                                |                                                                |
|                    | Pacheco 5' · Nurse 29', 36' | Reporte | -      | Asistencia: 17,900 espectadores Árbitro(s): Ángel Monroy Bello | Asistencia: 17,900 espectadores Árbitro(s): Ángel Monroy Bello |

#### Toros Neza - Lobos BUAP
| 24 de abril, 16:00 | Toros Neza                                | 2:1     | Lobos BUAP  | Neza 86´, Ciudad Neza                                             |                                                                   |
|                    | Ángel Sepúlveda 23' · Rodolfo Vilchis 83' | Reporte | Iñiguez 24' | Asistencia: 6,750 espectadores Árbitro(s): Eduardo Galván Basulto | Asistencia: 6,750 espectadores Árbitro(s): Eduardo Galván Basulto |

| 27 de abril, 18:30 | Lobos BUAP | 0:1     | Toros Neza | Estadio Olímpico de la BUAP, Puebla                             |                                                                 |
|                    | -          | Reporte | Guzmán 27' | Asistencia: 17,500 espectadores Árbitro(s): Roberto Ríos Jácome | Asistencia: 17,500 espectadores Árbitro(s): Roberto Ríos Jácome |

#### Club Necaxa - Tiburones Rojos de Veracruz
| 25 de abril, 21:00 | Necaxa                          | 3:2     | Veracruz                | Estadio Victoria, Aguascalientes                                |                                                                 |
|                    | Escoboza 11', 51' · Hurtado 61' | Reporte | Luna 31' · Castillo 58' | Asistencia: 8,320 espectadores Árbitro(s): León Vicente Barajas | Asistencia: 8,320 espectadores Árbitro(s): León Vicente Barajas |

| 28 de abril, 16:30 | Veracruz   | 1:3     | Necaxa                                              | Luis "Pirata" Fuente, Veracruz                                         |                                                                        |
|                    | Torres 68' | Reporte | Lojero 41' · Danny Santoya 57' · Michel Gibrant 77' | Asistencia: 19,760 espectadores Árbitro(s): Erick Yair Miranda Galindo | Asistencia: 19,760 espectadores Árbitro(s): Erick Yair Miranda Galindo |

### Semifinales

#### Leones Negros de la UDG - Toros Neza
| 2 de mayo, 16:00 | Toros Neza                      | 2:1     | Leones Negros     | Neza 86', Ciudad Neza                                          |                                                                |
|                  | Rodrigo Prieto 19' · Guzmán 37' | Reporte | Edgar González 5' | Asistencia: 10,560 espectadores Árbitro(s): Ángel Monroy Bello | Asistencia: 10,560 espectadores Árbitro(s): Ángel Monroy Bello |

| 5 de mayo, 19:00     | Leones Negros | 0:2     | Toros Neza                       | Jalisco, Guadalajara                                           |                                                                |
|                      | -             | Reporte | Rodolfo Vilchis 67' · Prieto 77' | Asistencia: 38,864 espectadores Árbitro(s): Erick Yair Miranda | Asistencia: 38,864 espectadores Árbitro(s): Erick Yair Miranda |
| Toros Neza finalista |               |         |                                  |                                                                |                                                                |

#### Correcaminos - Club Necaxa
| 1 de mayo, 21:00 | Necaxa                                             | 3:1     | Correcaminos UAT  | Estadio Victoria, Aguascalientes                                 |                                                                  |
|                  | Jesús Escoboza 22' · Lojero 49' · Luis Padilla 87' | Reporte | Roberto Nurse 58' | Asistencia: 15,362 espectadores Árbitro(s): León Vicente Barajas | Asistencia: 15,362 espectadores Árbitro(s): León Vicente Barajas |

| 4 de mayo, 20:30 | Correcaminos UAT                 | 3:3     | Necaxa                                           | Marte R. Gómez, Ciudad Victoria                                 |                                                                 |
|                  | Pacheco 80' 94' · José Silva 84' | Reporte | Lojero 14' · Cervantes 71' · Robert de Pinho 91' | Asistencia: 17,250 espectadores Árbitro(s): Roberto Ríos Jácome | Asistencia: 17,250 espectadores Árbitro(s): Roberto Ríos Jácome |
| Necaxa finalista |                                  |         |                                                  |                                                                 |                                                                 |

### Final

#### Club Necaxa - Toros Neza
| 8 de mayo, 16:30                                  | Toros Neza                                                        | 3:0     | Necaxa | Neza 86, Nezahualcóyotl                                                |                                                                        |
|                                                   | Rodolfo Vilchis 6' · Diego Mejía 10' (pen.) · Ángel Sepúlveda 46' | Reporte |        | Asistencia: 13,975 espectadores Árbitro(s): Erick Yair Miranda Galindo | Asistencia: 13,975 espectadores Árbitro(s): Erick Yair Miranda Galindo |
| Víctor Hugo Lojero falló un penalti al minuto 39' |                                                                   |         |        |                                                                        |                                                                        |

| 11 de mayo, 21:00                        | Necaxa | 0:1     | Toros Neza        | Estadio Victoria, Aguascalientes                                |                                                                 |
|                                          | -      | Reporte | Alberto Lucio 90' | Asistencia: 26,778 espectadores Árbitro(s): Roberto Ríos Jácome | Asistencia: 26,778 espectadores Árbitro(s): Roberto Ríos Jácome |
| Toros Neza campeón de liga Clausura 2013 |        |         |                   |                                                                 |                                                                 |

#### Final - Ida
| 44    | POR   | Miguel Ángel Fraga |     |
| 36    | DEF   | Emanuel Loeschbor  |     |
| 37    | DEF   | Eder Morales       |     |
| 38    | DEF   | Alberto Lucio      |     |
| 55    | DEF   | David Stringel     |     |
| 46    | MED   | José Antonio Rosas |     |
| 61    | MED   | Rodolfo Vilchis    | 62' |
| 64    | MED   | Diego Mejía        |     |
| 59    | DEL   | Ever Guzmán        |     |
| 68    | DEL   | Rodrigo Prieto     | 85' |
| 69    | DEL   | Ángel Sepúlveda    |     |
| D. T. | D. T. | Roberto Hernández  |     |

| 50    | POR   | Armando Navarrete    |     |
| 60    | DEF   | Horacio Cervantes    |     |
| 44    | DEF   | Luis Alberto Padilla |     |
| 55    | DEF   | Marvin de la Cruz    | 17' |
| 43    | DEF   | Daniel Cervantes     |     |
| 37    | MED   | Carlos Hurtado       |     |
| 47    | MED   | Luis Pérez           |     |
| 63    | MED   | Michael García       | 74' |
| 39    | DEL   | Víctor Lojero        |     |
| 40    | DEL   | Danny Santoya        | 25' |
| 70    | DEL   | Alonso Escoboza      |     |
| D. T. | D. T. | Jaime Ordiales       |     |

| 62 | Centrocampista | Ernest Nungaray | 62' |
| 70 | Delantero      | Eduardo Mendoza | 85' |

| 59  | Delantero      | Luis Olascoaga  | 17' |
| 211 | Guardameta     | Roberto Salcedo | 25' |
| 38  | Centrocampista | Jesús Isijara   | 74' |

| 6' · 13' · 46' | Rodolfo Vilchis Diego Mejía Ángel Sepúlveda | 1:0 2:0 3:0 |

| 37' | Emanuel Loeschbor |

| 11' · 43' · 64' · 78' | Marvin de la Cruz Luis Pérez Luis Olascoaga Horacio Cervantes |

| 22' | Armando Navarrete |

| Principal  | Erick Yair Miranda Galindo       |
| Asistentes | Telly Salvador Saldívar Guzmán   |
|            | Christian Kiabek Espinosa Zavala |
| Cuarto     | Eduardo Galván Basulto           |

|                    |   |   |
| Tiros              | - | - |
| Tiros a puerta     | - | - |
| Faltas             | - | - |
| Saques de esquina  | - | - |
| Penaltis           | - | - |
| Fueras de juego    | - | - |
| Posesión del balón | % | % |

| Alineación inicial |

| 44    | POR   | Miguel Ángel Fraga |     |
| 36    | DEF   | Emanuel Loeschbor  |     |
| 37    | DEF   | Eder Morales       |     |
| 38    | DEF   | Alberto Lucio      |     |
| 55    | DEF   | David Stringel     |     |
| 46    | MED   | José Antonio Rosas |     |
| 61    | MED   | Rodolfo Vilchis    | 62' |
| 64    | MED   | Diego Mejía        |     |
| 59    | DEL   | Ever Guzmán        |     |
| 68    | DEL   | Rodrigo Prieto     | 85' |
| 69    | DEL   | Ángel Sepúlveda    |     |
| D. T. | D. T. | Roberto Hernández  |     |

| 50    | POR   | Armando Navarrete    |     |
| 60    | DEF   | Horacio Cervantes    |     |
| 44    | DEF   | Luis Alberto Padilla |     |
| 55    | DEF   | Marvin de la Cruz    | 17' |
| 43    | DEF   | Daniel Cervantes     |     |
| 37    | MED   | Carlos Hurtado       |     |
| 47    | MED   | Luis Pérez           |     |
| 63    | MED   | Michael García       | 74' |
| 39    | DEL   | Víctor Lojero        |     |
| 40    | DEL   | Danny Santoya        | 25' |
| 70    | DEL   | Alonso Escoboza      |     |
| D. T. | D. T. | Jaime Ordiales       |     |

| 62 | Centrocampista | Ernest Nungaray | 62' |
| 70 | Delantero      | Eduardo Mendoza | 85' |

| 59  | Delantero      | Luis Olascoaga  | 17' |
| 211 | Guardameta     | Roberto Salcedo | 25' |
| 38  | Centrocampista | Jesús Isijara   | 74' |

| 6' · 13' · 46' | Rodolfo Vilchis Diego Mejía Ángel Sepúlveda | 1:0 2:0 3:0 |

| 37' | Emanuel Loeschbor |

| 11' · 43' · 64' · 78' | Marvin de la Cruz Luis Pérez Luis Olascoaga Horacio Cervantes |

| 22' | Armando Navarrete |

| Principal  | Erick Yair Miranda Galindo       |
| Asistentes | Telly Salvador Saldívar Guzmán   |
|            | Christian Kiabek Espinosa Zavala |
| Cuarto     | Eduardo Galván Basulto           |

|                    |   |   |
| Tiros              | - | - |
| Tiros a puerta     | - | - |
| Faltas             | - | - |
| Saques de esquina  | - | - |
| Penaltis           | - | - |
| Fueras de juego    | - | - |
| Posesión del balón | % | % |

| Alineación inicial |

| 44    | POR   | Miguel Ángel Fraga |     |
| 36    | DEF   | Emanuel Loeschbor  |     |
| 37    | DEF   | Eder Morales       |     |
| 38    | DEF   | Alberto Lucio      |     |
| 55    | DEF   | David Stringel     |     |
| 46    | MED   | José Antonio Rosas |     |
| 61    | MED   | Rodolfo Vilchis    | 62' |
| 64    | MED   | Diego Mejía        |     |
| 59    | DEL   | Ever Guzmán        |     |
| 68    | DEL   | Rodrigo Prieto     | 85' |
| 69    | DEL   | Ángel Sepúlveda    |     |
| D. T. | D. T. | Roberto Hernández  |     |

| 50    | POR   | Armando Navarrete    |     |
| 60    | DEF   | Horacio Cervantes    |     |
| 44    | DEF   | Luis Alberto Padilla |     |
| 55    | DEF   | Marvin de la Cruz    | 17' |
| 43    | DEF   | Daniel Cervantes     |     |
| 37    | MED   | Carlos Hurtado       |     |
| 47    | MED   | Luis Pérez           |     |
| 63    | MED   | Michael García       | 74' |
| 39    | DEL   | Víctor Lojero        |     |
| 40    | DEL   | Danny Santoya        | 25' |
| 70    | DEL   | Alonso Escoboza      |     |
| D. T. | D. T. | Jaime Ordiales       |     |

| 62 | Centrocampista | Ernest Nungaray | 62' |
| 70 | Delantero      | Eduardo Mendoza | 85' |

| 59  | Delantero      | Luis Olascoaga  | 17' |
| 211 | Guardameta     | Roberto Salcedo | 25' |
| 38  | Centrocampista | Jesús Isijara   | 74' |

| 6' · 13' · 46' | Rodolfo Vilchis Diego Mejía Ángel Sepúlveda | 1:0 2:0 3:0 |

| 37' | Emanuel Loeschbor |

| 11' · 43' · 64' · 78' | Marvin de la Cruz Luis Pérez Luis Olascoaga Horacio Cervantes |

| 22' | Armando Navarrete |

| Principal  | Erick Yair Miranda Galindo       |
| Asistentes | Telly Salvador Saldívar Guzmán   |
|            | Christian Kiabek Espinosa Zavala |
| Cuarto     | Eduardo Galván Basulto           |

|                    |   |   |
| Tiros              | - | - |
| Tiros a puerta     | - | - |
| Faltas             | - | - |
| Saques de esquina  | - | - |
| Penaltis           | - | - |
| Fueras de juego    | - | - |
| Posesión del balón | % | % |

| Alineación inicial |

| 44    | POR   | Miguel Ángel Fraga |     |
| 36    | DEF   | Emanuel Loeschbor  |     |
| 37    | DEF   | Eder Morales       |     |
| 38    | DEF   | Alberto Lucio      |     |
| 55    | DEF   | David Stringel     |     |
| 46    | MED   | José Antonio Rosas |     |
| 61    | MED   | Rodolfo Vilchis    | 62' |
| 64    | MED   | Diego Mejía        |     |
| 59    | DEL   | Ever Guzmán        |     |
| 68    | DEL   | Rodrigo Prieto     | 85' |
| 69    | DEL   | Ángel Sepúlveda    |     |
| D. T. | D. T. | Roberto Hernández  |     |

| 50    | POR   | Armando Navarrete    |     |
| 60    | DEF   | Horacio Cervantes    |     |
| 44    | DEF   | Luis Alberto Padilla |     |
| 55    | DEF   | Marvin de la Cruz    | 17' |
| 43    | DEF   | Daniel Cervantes     |     |
| 37    | MED   | Carlos Hurtado       |     |
| 47    | MED   | Luis Pérez           |     |
| 63    | MED   | Michael García       | 74' |
| 39    | DEL   | Víctor Lojero        |     |
| 40    | DEL   | Danny Santoya        | 25' |
| 70    | DEL   | Alonso Escoboza      |     |
| D. T. | D. T. | Jaime Ordiales       |     |

| 62 | Centrocampista | Ernest Nungaray | 62' |
| 70 | Delantero      | Eduardo Mendoza | 85' |

| 59  | Delantero      | Luis Olascoaga  | 17' |
| 211 | Guardameta     | Roberto Salcedo | 25' |
| 38  | Centrocampista | Jesús Isijara   | 74' |

| 6' · 13' · 46' | Rodolfo Vilchis Diego Mejía Ángel Sepúlveda | 1:0 2:0 3:0 |

| 37' | Emanuel Loeschbor |

| 11' · 43' · 64' · 78' | Marvin de la Cruz Luis Pérez Luis Olascoaga Horacio Cervantes |

| 22' | Armando Navarrete |

| Principal  | Erick Yair Miranda Galindo       |
| Asistentes | Telly Salvador Saldívar Guzmán   |
|            | Christian Kiabek Espinosa Zavala |
| Cuarto     | Eduardo Galván Basulto           |

|                    |   |   |
| Tiros              | - | - |
| Tiros a puerta     | - | - |
| Faltas             | - | - |
| Saques de esquina  | - | - |
| Penaltis           | - | - |
| Fueras de juego    | - | - |
| Posesión del balón | % | % |

| Alineación inicial |

#### Final - Vuelta
| 211   | POR   | Roberto Salcedo   |     |
| 43    | DEF   | Daniel Cervantes  |     |
| 60    | DEF   | Horacio Cervantes |     |
| 37    | MED   | Carlos Hurtado    |     |
| 47    | MED   | Luis Pérez        |     |
| 63    | MED   | Michael García    | 73' |
| 39    | DEL   | Víctor Lojero     |     |
| 40    | DEL   | Danny Santoya     | 45' |
| 54    | DEL   | Robert de Pinho   |     |
| 59    | DEL   | Luis Olascoaga    | 69' |
| 70    | DEL   | Alonso Escoboza   |     |
| D. T. | D. T. | Jaime Ordiales    |     |

| 44    | POR   | Miguel Ángel Fraga |     |
| 36    | DEF   | Emanuel Loeschbor  |     |
| 37    | DEF   | Eder Morales       |     |
| 38    | DEF   | Alberto Lucio      |     |
| 55    | DEF   | David Stringel     |     |
| 60    | MED   | Lucas Rimoldi      |     |
| 61    | MED   | Rodolfo Vilchis    | 58' |
| 64    | MED   | Diego Mejía        |     |
| 59    | DEL   | Ever Guzmán        | 75' |
| 68    | DEL   | Rodrigo Prieto     |     |
| 69    | DEL   | Ángel Sepúlveda    | 67' |
| D. T. | D. T. | Roberto Hernández  |     |

| 38 | Centrocampista | Jesús Isijara        | 45' |
| 45 | Delantero      | Lugiani Gallardo     | 69' |
| 46 | Centrocampista | Juan Carlos Mosqueda | 73' |

| 46 | Centrocampista | José Antonio Rosas | 58' |
| 56 | Defensa        | Alejandro Muñóz    | 67' |
| 66 | Centrocampista | Ernest Nungaray    | 75' |

| 90' | Alberto Lucio | 0:1 |

| 91' | Diego Cervantes |

| Principal  | Roberto Ríos Jácome         |
| Asistentes | Igor Itzsvan Flores Florian |
|            | César Cerritos García       |
| Cuarto     | Ángel Monroy Bello          |

|                    |   |   |
| Tiros              | - | - |
| Tiros a puerta     | - | - |
| Faltas             | - | - |
| Saques de esquina  | - | - |
| Penaltis           | - | - |
| Fueras de juego    | - | - |
| Posesión del balón | % | % |

| Alineación inicial |

| 211   | POR   | Roberto Salcedo   |     |
| 43    | DEF   | Daniel Cervantes  |     |
| 60    | DEF   | Horacio Cervantes |     |
| 37    | MED   | Carlos Hurtado    |     |
| 47    | MED   | Luis Pérez        |     |
| 63    | MED   | Michael García    | 73' |
| 39    | DEL   | Víctor Lojero     |     |
| 40    | DEL   | Danny Santoya     | 45' |
| 54    | DEL   | Robert de Pinho   |     |
| 59    | DEL   | Luis Olascoaga    | 69' |
| 70    | DEL   | Alonso Escoboza   |     |
| D. T. | D. T. | Jaime Ordiales    |     |

| 44    | POR   | Miguel Ángel Fraga |     |
| 36    | DEF   | Emanuel Loeschbor  |     |
| 37    | DEF   | Eder Morales       |     |
| 38    | DEF   | Alberto Lucio      |     |
| 55    | DEF   | David Stringel     |     |
| 60    | MED   | Lucas Rimoldi      |     |
| 61    | MED   | Rodolfo Vilchis    | 58' |
| 64    | MED   | Diego Mejía        |     |
| 59    | DEL   | Ever Guzmán        | 75' |
| 68    | DEL   | Rodrigo Prieto     |     |
| 69    | DEL   | Ángel Sepúlveda    | 67' |
| D. T. | D. T. | Roberto Hernández  |     |

| 38 | Centrocampista | Jesús Isijara        | 45' |
| 45 | Delantero      | Lugiani Gallardo     | 69' |
| 46 | Centrocampista | Juan Carlos Mosqueda | 73' |

| 46 | Centrocampista | José Antonio Rosas | 58' |
| 56 | Defensa        | Alejandro Muñóz    | 67' |
| 66 | Centrocampista | Ernest Nungaray    | 75' |

| 90' | Alberto Lucio | 0:1 |

| 91' | Diego Cervantes |

| Principal  | Roberto Ríos Jácome         |
| Asistentes | Igor Itzsvan Flores Florian |
|            | César Cerritos García       |
| Cuarto     | Ángel Monroy Bello          |

|                    |   |   |
| Tiros              | - | - |
| Tiros a puerta     | - | - |
| Faltas             | - | - |
| Saques de esquina  | - | - |
| Penaltis           | - | - |
| Fueras de juego    | - | - |
| Posesión del balón | % | % |

| Alineación inicial |

| 211   | POR   | Roberto Salcedo   |     |
| 43    | DEF   | Daniel Cervantes  |     |
| 60    | DEF   | Horacio Cervantes |     |
| 37    | MED   | Carlos Hurtado    |     |
| 47    | MED   | Luis Pérez        |     |
| 63    | MED   | Michael García    | 73' |
| 39    | DEL   | Víctor Lojero     |     |
| 40    | DEL   | Danny Santoya     | 45' |
| 54    | DEL   | Robert de Pinho   |     |
| 59    | DEL   | Luis Olascoaga    | 69' |
| 70    | DEL   | Alonso Escoboza   |     |
| D. T. | D. T. | Jaime Ordiales    |     |

| 44    | POR   | Miguel Ángel Fraga |     |
| 36    | DEF   | Emanuel Loeschbor  |     |
| 37    | DEF   | Eder Morales       |     |
| 38    | DEF   | Alberto Lucio      |     |
| 55    | DEF   | David Stringel     |     |
| 60    | MED   | Lucas Rimoldi      |     |
| 61    | MED   | Rodolfo Vilchis    | 58' |
| 64    | MED   | Diego Mejía        |     |
| 59    | DEL   | Ever Guzmán        | 75' |
| 68    | DEL   | Rodrigo Prieto     |     |
| 69    | DEL   | Ángel Sepúlveda    | 67' |
| D. T. | D. T. | Roberto Hernández  |     |

| 38 | Centrocampista | Jesús Isijara        | 45' |
| 45 | Delantero      | Lugiani Gallardo     | 69' |
| 46 | Centrocampista | Juan Carlos Mosqueda | 73' |

| 46 | Centrocampista | José Antonio Rosas | 58' |
| 56 | Defensa        | Alejandro Muñóz    | 67' |
| 66 | Centrocampista | Ernest Nungaray    | 75' |

| 90' | Alberto Lucio | 0:1 |

| 91' | Diego Cervantes |

| Principal  | Roberto Ríos Jácome         |
| Asistentes | Igor Itzsvan Flores Florian |
|            | César Cerritos García       |
| Cuarto     | Ángel Monroy Bello          |

|                    |   |   |
| Tiros              | - | - |
| Tiros a puerta     | - | - |
| Faltas             | - | - |
| Saques de esquina  | - | - |
| Penaltis           | - | - |
| Fueras de juego    | - | - |
| Posesión del balón | % | % |

| Alineación inicial |

| 211   | POR   | Roberto Salcedo   |     |
| 43    | DEF   | Daniel Cervantes  |     |
| 60    | DEF   | Horacio Cervantes |     |
| 37    | MED   | Carlos Hurtado    |     |
| 47    | MED   | Luis Pérez        |     |
| 63    | MED   | Michael García    | 73' |
| 39    | DEL   | Víctor Lojero     |     |
| 40    | DEL   | Danny Santoya     | 45' |
| 54    | DEL   | Robert de Pinho   |     |
| 59    | DEL   | Luis Olascoaga    | 69' |
| 70    | DEL   | Alonso Escoboza   |     |
| D. T. | D. T. | Jaime Ordiales    |     |

| 44    | POR   | Miguel Ángel Fraga |     |
| 36    | DEF   | Emanuel Loeschbor  |     |
| 37    | DEF   | Eder Morales       |     |
| 38    | DEF   | Alberto Lucio      |     |
| 55    | DEF   | David Stringel     |     |
| 60    | MED   | Lucas Rimoldi      |     |
| 61    | MED   | Rodolfo Vilchis    | 58' |
| 64    | MED   | Diego Mejía        |     |
| 59    | DEL   | Ever Guzmán        | 75' |
| 68    | DEL   | Rodrigo Prieto     |     |
| 69    | DEL   | Ángel Sepúlveda    | 67' |
| D. T. | D. T. | Roberto Hernández  |     |

| 38 | Centrocampista | Jesús Isijara        | 45' |
| 45 | Delantero      | Lugiani Gallardo     | 69' |
| 46 | Centrocampista | Juan Carlos Mosqueda | 73' |

| 46 | Centrocampista | José Antonio Rosas | 58' |
| 56 | Defensa        | Alejandro Muñóz    | 67' |
| 66 | Centrocampista | Ernest Nungaray    | 75' |

| 90' | Alberto Lucio | 0:1 |

| 91' | Diego Cervantes |

| Principal  | Roberto Ríos Jácome         |
| Asistentes | Igor Itzsvan Flores Florian |
|            | César Cerritos García       |
| Cuarto     | Ángel Monroy Bello          |

|                    |   |   |
| Tiros              | - | - |
| Tiros a puerta     | - | - |
| Faltas             | - | - |
| Saques de esquina  | - | - |
| Penaltis           | - | - |
| Fueras de juego    | - | - |
| Posesión del balón | % | % |

| Alineación inicial |

|                            |
| Neza FC Campeón 1º título. |

| Predecesor: Apertura 2012 | Temporadas de la Liga de Ascenso de México Clausura 2013 | Sucesor: Apertura 2013 |